# Malapterurus punctatus
Malapterurus punctatus es una especie de peces de la familia Malapteruridae en el orden de los Siluriformes.

## Morfología
• Los machos pueden llegar alcanzar los 21,5 cm de longitud total.
- Número de  vértebras: 38-39.[1]

## Hábitat
Es un pez de agua dulce.

## Distribución geográfica
Se encuentran en África: desde Sierra Leona hasta Liberia y Costa de Marfil.